# مجتمع الآزتك
كان مجتمع الآزتك ما قبل الكولومبيّ مجتمعًا مركبًا ومتدرجًا للغاية تطوّر بين شعوب الآزتك في وسط المكسيك في القرون التي سبقت الغزو الإسباني للمكسيك، وبُني على الأساسات الثقافية لمنطقة وسط أميركا الكبرى. من الناحية السياسية، كان المجتمع منظمًا في دُول مدينية مستقلة سُميت ألتيبيتلات، ضمّت أقسامًا أصغر (كالبولي)، والتي كانت تتألف أيضًا من مجموعة عائلية موسعة أو اثنتين. من الناحية الاجتماعية، اعتمد المجتمع على فصل صارم بعض الشيء بين النبلاء والعوام الأحرار، وكان كل منهما منقسمًا إلى تدرجات مطوّلة من المكانة الاجتماعية والمسؤوليات والسلطة. من الناحية الاقتصادية، كان المجتمع معتمدًا على الزراعة، وكذلك على الأعمال الحربية إلى حد بعيد. من العوامل الأخرى المهمة اقتصاديًا كانت التجارة، الخارجية والمحلية، ودرجة عالية من التخصص الحرفي.

## نظرة عامة
قد ترجع جذور مجتمع الآزتك إلى أصول وسط أمريكية. تأثرت لغتهم ونمط حياتهم وتقنياتهم بالاحتكاك بالحضارات المجاورة. لكنهم رغم تأثرهم بمصادر مختلفة، طوروا تصنيفاتهم الاجتماعية وبنياتهم السياسية وتقاليدهم ونشاطاتهم الترفيهية الخاصة المتميزة.

### الأصول وسط الأمريكية
في منتصف الألفية الأولى من الحقبة العامة، هاجرت الموجات الأولى من القبائل الناطقة بلغة الأسلاف من مجموعة لغات ناواتل جنوبًا إلى وسط أميركا. كانوا مجموعة من الصيادين وجامعي الثمار الرحالين واستقروا في منطقة كانت تسكنها أصلًا مجتمعات مركبة على مستوًى تقني متقدم للغاية. في ظل تأثير حضارات وسط أمريكية كلاسيكية مثل التيوتيهواكان والمايا والتوتوناك والهواستيك، صار الآزتك الأوائل مزارعين مستقرين وبلغوا نفس مستويات التقنية التي بلغها جيرانهم من الشعوب. تمسكوا بلغتهم، والعديد من أنظمتهم الدينية، وربما جوانب من تقاليدهم الاجتماعية السابقة. نتيجة لذلك، تطورت أسس «مجتمع الآزتك» جامعة بين تقاليد المجتمعات وسط الأمريكية وتقاليد الآزتك، رغم أنه من الصعب اليوم تحديد مصدر كل جزء منها. لم يكن مجتمع الآزتك معزولًا عن الإطار وسط الأمريكي الأكبر، وفي الحقيقة، كانت معظم جوانبه شبيهةً في بُنيتها بما كان موجودًا في المجتمعات المحيطة.

### الآزتك
سيُستخدم هنا تعريف مصطلح «آزتك» خاصة ميخائيل إي. سميث. يُعرّف «آزتك» على أنه يشمل كل الشعوب الناطقة بلغة الناواتل في وسط المكسيك، وهو ما يناقض تعريفًا يقصر مصطلح «آزتك» على سكان تينوتشتيتلان أو أطراف تحالف الآزتك الثلاثي. يشير هذا التعريف إلى الظروف المحددة المحيطة بمجموعة معينة من مجموعات الآزتك وسيُطبق على الاسم الإثني المشير إلى تلك المجموعة بخاصة، كالميكسيكا لسكان المكسيك وتينوتشتيتلان، والتلاكسكالتيك لسكان تلاكسكالان وهكذا دواليك.

## التنظيم الاجتماعي
كان أكثر الشقاقات أساسيةً في مجتمع الآزتك هو ذاك بين النبلاء (بالناواتل: البيبيليتين) والعوام (بالناواتل: الماسيوالتين). تمتّع النبلاء بعدد كبير من المزايا التي لم يشاركهم إياها العوام، وأهمها حق تلقي الإتاوة من العوام عن أراضيهم. غير أن العوام كانوا يتمتعون بحرية امتلاك الأراضي وزراعتها وإدارة ممتلكاتهم الخاصة، بينما يستمرون بأداء الخدمات التي يطلبها سادتهم والكالبولي خاصتهم، كدفع الإتاوة والخدمة العسكرية. كان التنقل بين الطبقتين الاجتماعيتين صعبًا، لكن من الناحية العملية كان كلا مجموعتي العوام والنبلاء مُنظمًا في تدرجات أرفع وصارت درجة عالية من التنقل الاجتماعي ممكنة ضمن طبقة معينة. مثلًا، كان البوتشتيكا، وهم تجار خاجيون، يعتبرون عوامًا لكنهم تمتعوا في الوقت نفسه بعدد من الميزات المماثلة لتلك التي تمتع بها أصحاب النبالة الدنيا.

### الكالبولي
كان الكالبولي (من كلمة كالبولي الناواتلية التي تعني «المنزل الكبير») وحدة سياسية مؤلفة من عدة مجموعات عائلية مترابطة فيما بينها. الطبيعة الدقيقة للكالبولي غير مفهومة تمامًا وتعدّد وصفه على أنه إلى حد ما عشيرة، أو بلدة، أو حيّ، أو دائرة أو زراعة قائمة على التعاون. كان في لغة ناواتل كلمة أخرى بمعنى كالبولي هي تلاكسيلاسالي، وتعني: «حاجز من المنازل».
حكم الكالبولي رئيس محلي (كالبوليه)، وهو مَن كان الأعضاء عادة من أقربائه. كان يزود أعضاء الكالبولي بأراضٍ ليزرعوها (كالبولالي) أو يإمكانية الوصول إلى مهنٍ غير زراعية مقابل الإتاوة والولاء.
أدار الكالبولي معبدًا لعبادة آلهة الكالبولي وأيضًا مدرسة سُميت التيلبوتشكالي حيث كان يجري تدريب الشباب، على الفنون القتالية بالدرجة الأولى. في بعض الدول المدينية للآزتك كانت الكالبوليهات تمارس حرفة متخصصة أو محددة، وعملت هذه الكالبوليهات ما يشبه عمل نقابة الحرفيين القروسطية. هذا ما كنت عليه الحال في أوتومبان وتيكسكوكو وتلاتيلولكو. تألفت كالبوليهات أخرى من مجموعات مهاجرة من مناطق وسط أمريكية أخرى واستقروا معًا. ثمة دليل على أن تينوتشتيتلان كان فيها كالبوليهات مؤلفة من أوتوميين وميكستيين وتلابانيين.

### الألتيبيتل
كانت الألتيبيتل (من الكلمة الناواتلية ألتيبيتل، وتعني: «الجبل المائي» دولة مدينية مؤلفة من عدة كالبوليهات ويحكمها تلاتواني. كانت الألتيبيتل الوحدة التي بسطت نفوذها على منطقة معينة ودافعت عنها وربما وسعتها بالقوة العسكرية. كان التلاتواني رئيس الكالبولي الأوسع نفوذًا، وغالبًا بسبب وجود أكثر السلالات رفعة فيه. مع ذلك، لم تشِر كلمة ألتيبيتل إلى المنطقة فحسب بل إلى سكانها أيضًا، ويُعتقد أن الانتماء إلى الألتيبيتل كان المعيار الأساسي للانقسامات الإثنية في وسط أمريكا، بدلًا عن الانتماءات اللغوية.

### العائلة والنسب
كانت العائلة والنسب الوحدات الرئيسة في مجتمع الآزتك. حدد نسب المرء مكانته الاجتماعية، وردّ النبلاء نسبهم إلى ماضٍ أسطوري، إذ قيل إنهم منحدرون من الإله كيتزالكواتل. ردت السلالات الرفيعة أيضًا نسبها إلى أُسر حاكمة، وفضلوا تلك العائدة إلى تراث تولتيكي. كانت المجموعة العائلية الموسعةُ الوحدةَ الرئيسة أيضًا وتحددت أنماط المعيشة إلى حد بعيد بالأواصر العائلية، لأن شبكات من المجموعات العائلية كانت تستقر معًا لتشكل كالبولي. جرى تعقب تاريخ النسب عبر كلا السلالتين الأبوية والأمومية، رغم تفضيل النسب الأبوي.

### الزواج
كانت عادات زواج الآزتك شبيهة بنظيرتها لدى بقية حضارات وسط أمريكا كالمايا. تزوج الآزتك في سن متأخرة، في أواخر سنيّ مراهقتهم وبداية عشرينياتهم، بينما في حضارة المايا، لم يكن من الغريب أن يرتب الأهل الزيجات لابن وابنة ما يزالان أطفالًا. كان أهل العريس المحتمل يستهلون زيجات الآزتك. بعد مشاورة مجموعة الأقارب الموسعة، كان الأهل يتواصلون مع وسيط زواج (أة أتانزاه) محترف، الذي كان يتواصل مع عائلة العروس المحتملة. كان أهل الشابة يخبرون وسيط الزواج ما إذا قبلوا الطلب أم لا. كان يُنتظر من العرائس أن يكنّ عذراوات قبل الزواج، رغم أن الصغار من كلا الطرفين كانوا يُنصحون بالتعفّف.

## التنظيم السياسي
قال جيمس لوكهارت، المتخصص بالوصف التاريخي للناهوا، إن مجتمع الآزتك كان متسمًا «بالميل إلى إنشاء جُملٍ أكبر عبر حشد أجزاء تظل منفصلة نسبيًا ومكتفية ذاتيًا تجمعها وظيفتها وتشابهها المشترك». يستلزم هذا الفهم تطابقًا اجتماعيًا يُبنى تصاعديًا، لا تنازليًا. وفق هذا الفهم، لم يكن تدرج الآزتك من النمط «حيث تتحكم وحدة من نوع ما -العاصمة- بالوحدات التابع لها من نوع آخر»، بل بدلًا عن ذلك نوعًا حيث تتألف الوحدة الرئيسة من عدة أجزاء أصيلة.